# Legato
Legato este o companie de distribuție de produse de larg consum din România, cu sediul în Galați.
Compania Legato este deținută de Angelica Rapotan - soția lui Cezar Rapotan - fondatorul Arabesque (80% din acțiuni) și de Cătălin Cisleanu (20%).
Număr de angajați în 2009: 455
Cifra de afaceri în 2008: 127,4 milioane lei (34,6 milioane euro)